# Battaglia di Seminara (1503)
La battaglia di Seminara fu combattuta il 21 aprile 1503 tra l'esercito spagnolo, guidato da Fernando de Andrade, e quello francese, guidato da Bérault Stuart d'Aubigny.

## Contesto
Nel novembre del 1500 Luigi XII di Francia e Ferdinando il Cattolico della Corona di Aragona firmarono il trattato di Granada in forza del quale si accordavano per spartirsi il regno di Napoli, all'epoca governato da Federico I, in parti uguali.
L'esercito francese di Robert Stuart d'Aubigny nel 1501 entrò nel regno di Napoli da nord, mentre le forze spagnole, al comando del Gran Capitán Gonzalo Fernández de Córdoba, occuparono la parte meridionale. Federico I fu detronizzato e il regno diviso tra gli occupanti, secondo le condizioni del trattato. Subito poco iniziarono le dispute tra francesi e spagnoli sul possesso della zona geografica che separava i rispettivi territori e, nel giugno del 1502, iniziò lo scontro armato.
Le forze francese, più numerose, si divisero in due: il viceré francese di Napoli, Louis d'Armagnac, si portò in Puglia cercando il Gran Capitan in Barletta, mentre d'Aubigny affrontava le forze spagnole di Hugo de Cardona e Manuel de Benavides in Calabria. A inizio di aprile 1503 sembrava che la pace fosse prossima, grazie alle trattative diplomatiche di Filippo il Bello, genero di Ferdinando il Cattolico, che portarono alla firma con il re francese del trattato di Lione; però il diniego del re aragonese a ratificare l'accordo lasciò la situazione immutata.

## La battaglia
A metà febbraio salpò da Cartagena l'armata inviata da re Ferdinando a Napoli in appoggio del Gran Capitán, comandata da Luis Portocarrero, composta da 40 navi e con 600 soldati di cavalleria e 2 000 galiziani e asturiani di fanteria a bordo. I rinforzi arrivarono il 5 di marzo a Messina e tre giorni dopo passarono lo Stretto giungendo a Reggio, durante un temporale. Poco dopo morì Portocarrero, dopo aver nominato Fernando de Andrade quale suo successore al comando delle forze spagnole.
Venuto a conoscenza Aubigny dell'arrivo dei rinforzi spagnoli, riunì 200 cavalieri e 800 fanti con i quali marciò alla volta di Terranova, difesa dal capitano Alvarado con 100 cavalieri e 300 fanti, prima dell'arrivo dei soccorsi.
Prima dell'arrivo dei rinforzi spagnoli Aubigny levò l'assedio da Terranova e marcio verso San Martino, mentre Andrade riuniva tutte le sue forze a Seminara.  Parlamentando, si accordarono per darsi battaglia il venerdì seguente, 21 aprile. Nel frattempo Aubigny condusse le sue truppe a Gioia Tauro, 10 km a nord. Fissata la data dello scontro i soldati spagnoli si ammutinarono, rifiutando di combattere se prima non venivano loro date le paghe arretrate; Hugo de Cardona e il viceré di Sicilia decisero di dar loro un anticipo, cosa che risolse la situazione.
Il giorno concordato i due eserciti si incontrarono a metà strada tra Seminara e Gioia. Nella battaglia le truppe spagnole sconfissero i francesi, questi ultimi si ritirarono verso nord molestati dagli spagnoli.

## Conseguenze
Aubigny verrà assediato nel castello dell'Angitola, nel quale si arrese 30 giorni dopo; fu condotto come prigioniero a Castel Nuovo.
Sconfitto l'esercito francese la Calabria venne interamente controllata dalle forze spagnole. Una settimana dopo lo scontro di Seminara il Gran Capitán sconfisse i francesi nella battaglia di Cerignola, imprimendo una svolta all'andamento della guerra che da questo momento inizierà ad essere favorevole agli spagnoli.